# Giv'at Ze'ev
Giv'at Ze'ev o Ghivat Zeev (in ebraico גִּבְעַת זְאֵב‎?) è un insediamento israeliano in Cisgiordania, nei Territori Palestinesi, situato circa 5 chilometri a sud-ovest del centro di Ramallah e circa 8 chilometri a nord-ovest di Gerusalemme. Si trova nella regione storica Samaria, nome con cui talvolta si indica il territorio montuoso della Palestina situato immediatamente a nord della città di Gerusalemme. Fa capo all'area amministrativa di Giudea e Samaria. Fondato nel 1977, conta 16 123 abitanti.      
Dalla prima decade degli anni duemila, l'area in cui si trova l'insediamento è stata separata dal resto della Cisgiordania dal muro di separazione israeliano, che in questa zona è stato tracciato includendo un'ampia porzione di territorio che arriva fino a poche centinaia di metri dalla città Ramallah, il cui centro urbano si trova così limitato a sud e adiacente proprio alla porzione di muro che racchiude Giv'at Ze'ev.     
La comunità internazionale considera gli insediamenti israeliani in Cisgiordania illegali secondo il diritto internazionale umanitario, anche se il governo israeliano lo contesta.